# Charadrius leschenaultii

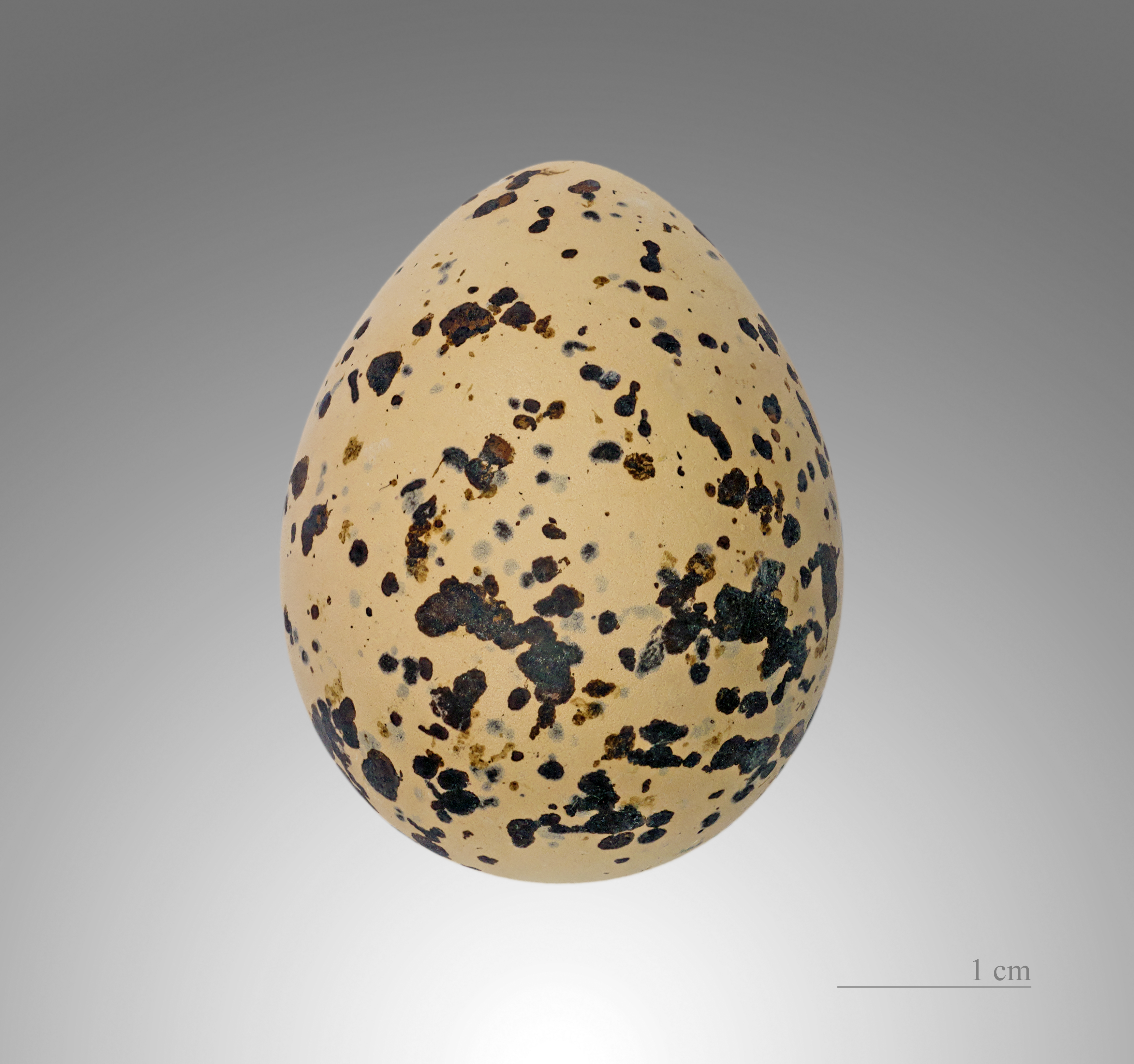
Huevos de Charadrius leschenaultii

El chorlitejo mongol grande (Charadrius leschenaultii) es una pequeña ave limícola perteneciente a la familia de los caradrinos. Su nombre científico es un homenaje al botánico francés Jean-Baptiste Leschenault de la Tour.

## Zona de distribución
Su rango de distribución de extiende desde las zonas semidesérticas de Turquía hacia el este, a través de Asia Central. Es una especie migratoria y pasa los inviernos en las playas arenosas del sur de África, del sur de Asia y de Australasia. Asimismo, es un ave accidental de Europa Occidental, donde se han registrado ejemplares en sitios tan distantes como Gran Bretaña, Francia e Islandia, e incluso en el hemisferio occidental: el 14 de mayo de 2009 se encontró un ejemplar de chorlitejo mongol grande en Jacksonville, Florida.
Anida en un pozo poco profundo sobre el suelo. Deposita entre dos y cuatro huevos durante cada temporada reproductiva y ambos padres se encargan de empollarlos.

## Morfología
El chorlitejo mongol grande es un ave de complexión fornida, con patas largas y pico grueso. El vientre, la parte superior de su cabeza y su nuca son de color castaño durante el verano, con una máscara negra alrededor de los ojos. La hembra presenta un plumaje más claro, y los pichones, en lugar de presentar un plumaje castaño, presentan uno de color rufo en la cabeza. Las patas son verdosas y el pico, negro. 
Es un ave muy parecida al chorlitejo mongol chico, Charadrius mongolus. Sería sencillo diferenciar ambas especies en las bandadas que se agrupan en las playas de la India durante el invierno, cuando la diferencia de tamaño y estructura es obvia; sin embargo, es difícil identificar a un ave solitaria en Europa Occidental, donde estas especies son muy exóticas. El problema radica en que el chorlitejo de Medio Oriente es muy parecido al mongol chico.
Existen tres subespecies de estas aves: la nominal, C. l. columbinus y C. l. scythicus. Esta última se conoció como C. l. crassirostris hasta que se estableció que su nombre ya estaba siendo utilizado por una subespecie del títere playero, C. w. crassirostris.

## Alimentación y canto
Se alimenta de insectos, crustáceos y gusanos anélidos, que atrapa con una técnica de "correr y detenerse", a diferencia de otras aves limícolas que se limitan a cazar desde un solo sitio. Su canto es un gorjeo suave.
El chorlitejo mongol común es una de las especies a las que protege el Acuerdo para la Conservación de aves acuáticas migratorias africanas-eurasiáticas.